# Temnora polia
Temnora polia är en fjärilsart som beskrevs av Rothschild 1904. Temnora polia ingår i släktet Temnora och familjen svärmare. Inga underarter finns listade i Catalogue of Life.